# Monitor (navire)
Pour les articles homonymes, voir Monitor.

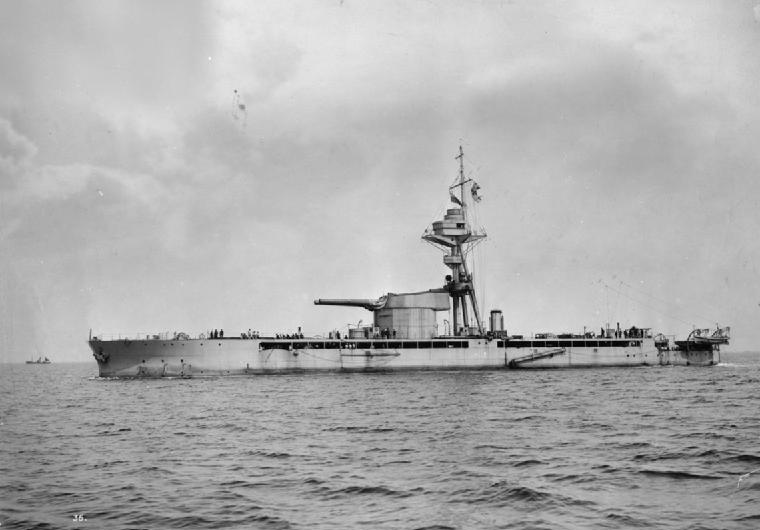
Le en août 1915.

Le monitor est un type de petite canonnière bas sur l'eau, se déplaçant lentement et disposant de canons lourds disproportionnés par rapport à la taille du navire. Ce type de navire est apparu aux États-Unis durant la guerre de Sécession. Il doit son nom à l'USS Monitor, premier du genre mis en service en 1861, qui participa l'année suivante au combat naval de Hampton Roads, le premier combat naval entre deux navires cuirassés. Le genre monitor reste en faveur, principalement aux États-Unis, jusqu'en 1900. Il reparut en 1915 et 1942, lors des deux guerres mondiales, principalement dans la flotte britannique. Beaucoup trop lents pour un combat naval, les monitors servaient à soutenir les débarquements ou les opérations des armées non loin des côtes.

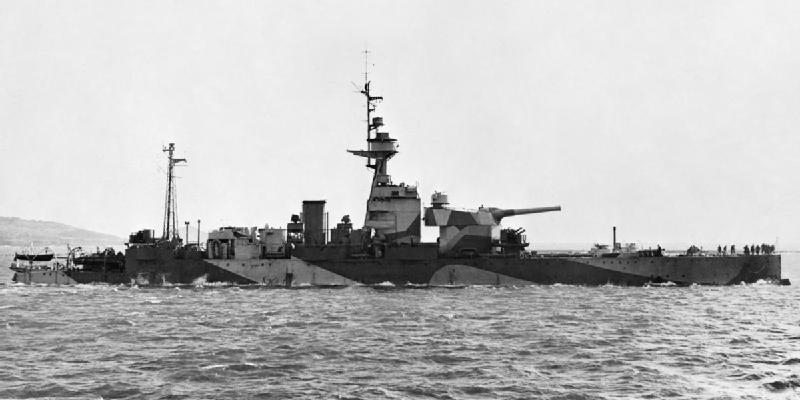
Un monitor britannique : le, en 1944.

Les monitors ont souvent été construits dans l'urgence, par la récupération d'une tourelle issue d'un autre navire puissamment armé, comme un cuirassé désarmé ou dont la construction a été annulée. C'est, par exemple, le cas du HMS Erebus qui bombarde Le Havre en 1944 : sa tourelle de 15 pouces est issue d'un projet de cuirassé de la classe Renown (passée de 4 à 2 bateaux pendant la Première Guerre mondiale), puis a servi sur le monitor HMS Marshal Ney en 1915-1916, puis sur le monitor HMS Erebus de 1916 à 1946. Enfin, un des canons aurait été utilisé sur le HMS Vanguard (23).
Durant la Première Guerre mondiale, la marine britannique utilisa avec succès deux monitors, les HMS Mersey et HMS Severn, pour une tâche très spécifique : le croiseur allemand SMS Königsberg  s'était réfugié dans l'inextricable delta du fleuve Rufiji en Tanzanie, hors de portée de l'artillerie des gros navires britanniques, incapables d'approcher à cause de leur fort tirant d'eau. L'amirauté britannique fit alors laborieusement venir de Malte les deux monitors, ainsi que deux minuscules hydravions d'observation, pour le repérage du navire allemand (savamment camouflé par de la végétation) et le réglage d'artillerie. Après de nombreuses péripéties, le Königsberg fut réduit à l'état d'épave ; il a de nos jours été littéralement « digéré » par la végétation et la mangrove.
En 1944, le monitor HMS Erebus participe au débarquement de Normandie.